# Копировальное искусство

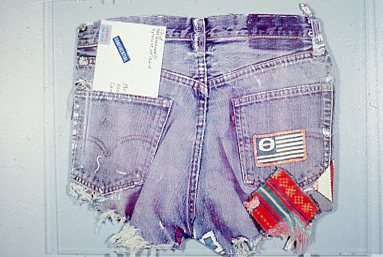
3D цветная ксерокопия. Художник Джинни Ллойд

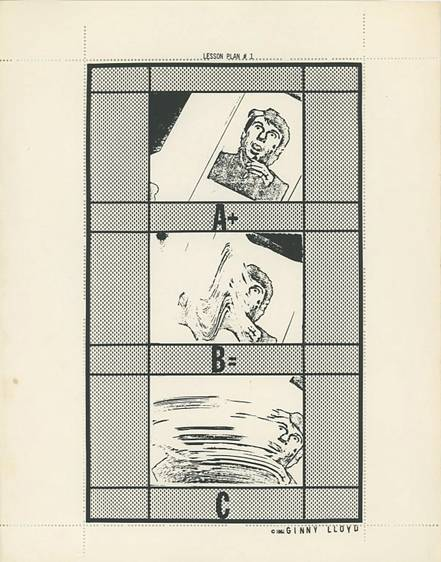
Пример манипулирования копировальным искусством от Джинни Ллойд

Копировальное искусство (или ксерография) — форма современного искусства, которая зародилась в 1960-х годах. Произведения искусства создаются путём помещения объектов на стекло или валик копировального аппарата и нажатия кнопки «Пуск» для создания изображения. Если объект не плоский, или крышка не полностью покрывает объект, или объект перемещается, полученное изображение получается искажённым. Кривизна объекта, количество света, достигающего поверхности изображения, и расстояние крышки от стекла влияют на конечное изображение. Часто при правильной манипуляции можно сделать довольно призрачные изображения.

## Художественные приёмы
Основные художественные приёмы включают в себя:
- прямое отображение, копирование предметов, помещённых на валик;
- вариация прямого изображения с элементами, размещёнными на копировальной плоскости в формате коллажа, сфокусированном на том, что находится на переднем плане или фоне;
- надпечатка — техника построения слоёв информации, один поверх предыдущего, путём печати на одном и том же листе бумаги более одного раза;
- копирование наложения — метод работы с механизмом цветоделения или вмешательства в механизм цветного копирования;
- раскрашивание, изменение плотности цвета и оттенка путём регулировки настроек экспозиции и цветового баланса;
- вырождение — это копия копии, ухудшающей изображение при создании последовательных копий;
- копирование движения, создание эффектов путём перемещения предмета или изображения на валик в процессе сканирования.

## Доступное искусство
Копировальное искусство появилось вскоре после того, как были изобретены первые копировальные машины Xerox. Доступные техники часто используется в коллаже, мейл-арте при создании книг художника. Публикация произведений копировального искусства была целью Международного общества художников-копировщиков (ISCA), основанного Луизой Одес Нидерленд.
В различных источниках города Сан-Франциско и Рочестер упоминаются как места зарождения данного вида искусства. Рочестер был известен как «Imaging Capital of the World» благодаря нахождению там главных офисов компаний Eastman Kodak и Xerox, в то время как многие художники с инновационными идеями создавали передовые работы в Сан-Франциско. Наряду с компьютерным бумом происходил взрыв копировального искусства. Магазины торгующие ксерокопиями появлялись по всему Сан-Франциско а доступ к копирам позволял создавать недорогое искусство уникальных образов. Печатание по требованию означало изготовление книг и журналов в копировальной мастерской без цензуры и с небольшими затратами средств. Художники комиксов смогли использовать части своей работы снова и снова.

## Распознавание формы искусства
Мэрилин Маккрей курировала выставку Electroworks, которая состоялась в Смитсоновском музее дизайна Купер Хьюитт и в Международном музее фотографии в Доме Джорджа Истмана в 1980 году. На выставке в Музее Купер-Хьюитт было выставлено более 250 экземпляров печатных изданий, изданных ограниченным тиражом книг, графиков, анимации, текстиля и трёхмерных произведений, созданные художниками и дизайнерами.
В середине 1970-х годов Пати Хилл впервые начал художественные эксперименты с копиром IBM. Результаты её работы были выставлены в Центре Помпиду в Париже, в Музее современного искусства Парижа и в музее Стеделийк, Амстердам, а также в ряде других музеев в Европе и США.
В Сан-Франциско была высокая активность в данном направлении, которая началась с галереи LaMamelle в 1976 году с выставки All Xerox, в 1980 году в галерее LaMamelle была также проведена международная выставка Copy Art, организованная Джинни Ллойд. Выставка посетила Сан-Хосе, Калифорнию и Японию. Ллойд также сделал первый отксерокопированный рекламный билборд с помощью гранта Eyes and Ears Foundation.
Galeria Motivation из Монреаля, Канада, провела выставку копировального искусства в 1981 году. PostMachina — выставка в Болонье, Италия, состоявшаяся в 1984 году, представляла работы, выполненные в стиле копировального искусства.
В мае 1987 года художник и куратор Джордж Мюлек провёл в Штутгарте международную выставку Medium: Photocopie, в которой он исследовал «новые художественные способы обработки фотокопии». Книга, сопровождавшая выставку, финансировалась главным образом Монреальским институтом имени Гёте при дополнительной поддержке Министерства культуры Квебека.

## Разные художники
Первыми художниками, которые стали заниматься копировальным искусством, являются Чарльз Арнольд и Уоллес Берман. Чарльз Арнольд, преподаватель Рочестерского технологического института, сделал первые фотокопии с художественным замыслом в 1961 году с использованием большой камеры Xerox на экспериментальной основе. Уоллес, называемый «отцом» сборочного искусства, использовал фотокопировальную машину Verifax (Kodak) для создания копий изображений, которые он часто сопоставлял в виде сетки. Берман находился под влиянием сюрреализма и дадаизма. Соня Лэнди Шеридан начала преподавать первый курс по использованию копиров в Художественном институте Чикаго в 1970 году.
Иногда копирование дополняет другие направления искусства, например, сюрреалист Ян Хэтэуэй сочетает цветную ксерографию с другими художественными средствами выражения. Кэрол Хейфец Нейман наслаивал росчерки разных цветных карандашей через последовательные прогоны процесса цветной фотокопии. .
Зависимость художников-копировщиков от одних и тех же машин не означает, что они разделяют общий стиль или эстетику. Среди художников работавших в направлении, можно выделить, такие имена, как: Тим Хед, Гай Блеус, Джинни Ллойд Том Нортон, Дэвид Хокни, М. Ванчи Штирнеманн, Рассел Миллс, Кэрол Ки, Сара Уиллис, Грэм Харвуд, Элисон Марчант, Джозеф Д. Харрис, Эвергон, Пати Хилл, Тайлер Мур.
В 1991 году независимый режиссёр Чел Уайт снял 4-минутный анимационный фильм под названием «Choreography for Copy Machine (Photocopy Cha Cha)». Все изображения фильма были созданы исключительно с использованием уникальных фотографических возможностей одноцветного копировального устройства Sharp. Слоистые цвета были созданы путём съёмки анимации с помощью фотографических гелей. Фильм достигает эстетики, похожей на сон, с элементами чувственного и абсурдного. Берлинский международный кинофестиваль описывает его как качающееся эссе о физиогномике в эпоху фотомеханического воспроизведения. Фильм демонстрировался в специальной программе на кинофестивале «Сандэнс» в 2001 году и был удостоен звания «Лучший анимационный короткометражный фильм» на кинофестивале в Анн-Арборе в 1992 году
Компании-производители копировальной техники, как правило, являются источником финансирования художественных экспериментов с копировальными аппаратами, и такие компании, как Rank Xerox, Canon и Selex, готовы предоставлять машины, спонсировать шоу и оплачивать программы художников-резидентов.